# Mecicobothriidae
Mecicobothriidae é uma família de aranhas migalomorfas, conhecidas por tarântulas-anãs, com distribuição natural restrita às Américas.

## Descrição
As tarântulas-anãs, como o nome indica, apresentam fortes semelhanças morfológicas com as tarântulas, mas são substtancialmente mais pequenas. Muitos espécimes têm comprimento corporal inferior a 1 cm e a espécie maior da família me geral não apresenta indivíduos com mais de 2 cm de comprimento.

## Taxonomia
Nesta família conhecem-se apenas 9 espécies pertencentes a 4 géneros:
Hexura Simon, 1884
- Hexura picea Simon, 1884 — EUA
- Hexura rothi Gertsch & Platnick, 1979 — EUA

Hexurella Gertsch & Platnick, 1979
- Hexurella apachea Gertsch & Platnick, 1979 — EUA
- Hexurella encina Gertsch & Platnick, 1979 — México
- Hexurella pinea Gertsch & Platnick, 1979 — EUA
- Hexurella rupicola Gertsch & Platnick, 1979 — EUA

Mecicobothrium Holmberg, 1882
- Mecicobothrium baccai Lucas et al., 2006 — Brasil
- Mecicobothrium thorelli Holmberg, 1882 — Argentina, Uruguai

Megahexura Kaston, 1972
- Megahexura fulva (Chamberlin, 1919) — EUA